# Vakoplšíkovití
Do čeledi vakoplšíkovití (Acrobatidae) řadíme pouhé dva druhy, rozdělené do dvou rodů. Jedním z létavých vačnatců je vakoplšík létavý, který je velký přibližně jako myš a žije v západní Austrálii, zatímco vakoplšík péroocasý žije výhradně na Nové Guineji. Oba druhy jsou klasifikovány nižším rizikem ohrožení.

## Druhy
- rod Acrobates
  - vakoplšík létavý (Acrobates pygmaeus)
- rod Distoechurus
  - vakoplšík péroocasý (Distoechurus pennatus)